# Auberchicourt
Auberchicourt is een gemeente in het Franse Noorderdepartement (Frans: département du Nord) (regio Hauts-de-France). De plaats maakt deel uit van het arrondissement Douai. Auberchicourt telde op 1 januari 2022 4.626 inwoners.

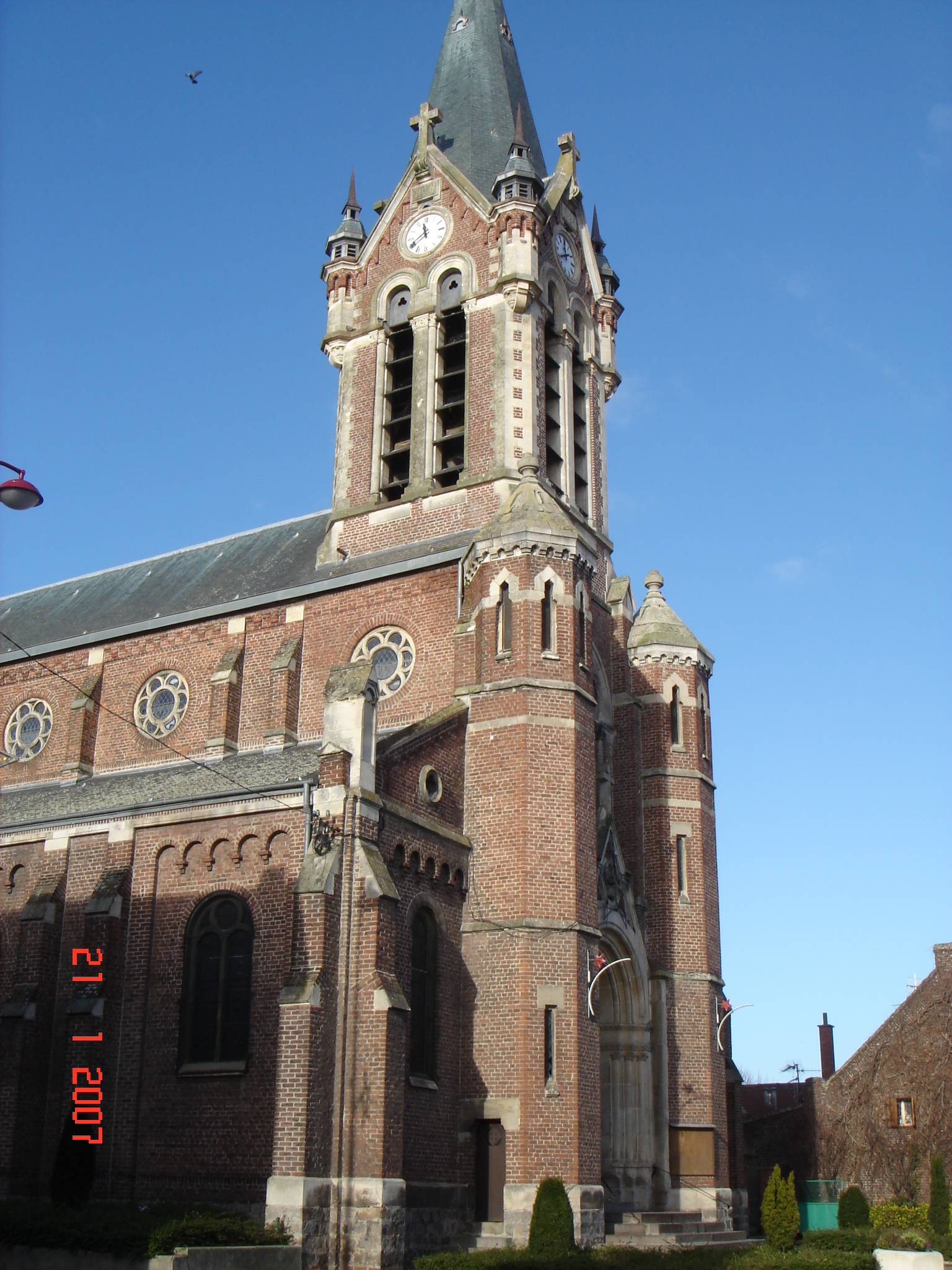
Eglise de la Visitation

## Geografie
De oppervlakte van Auberchicourt bedroeg op 1 januari 2022 7,12 vierkante kilometer; de bevolkingsdichtheid was toen 649,7 inwoners per km².

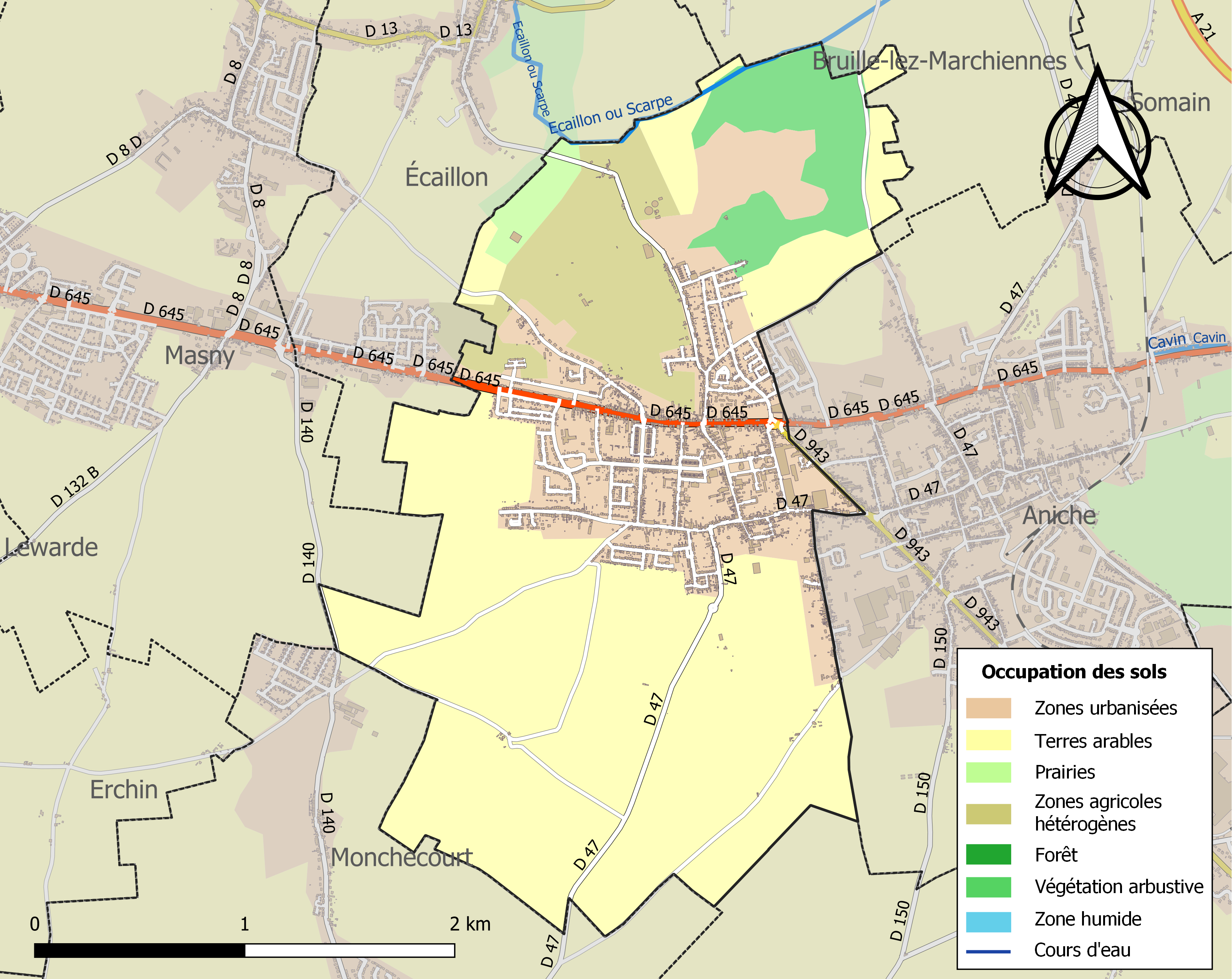
Kaart van de gemeente met belangrijkste infrastructuur, bodemgebruik en omliggende gemeenten

## Bezienswaardigheden
- Onze-Lieve-Vrouw Visitatiekerk, een neogotisch bouwwerk (1874-1878)
- Moulin Blanc, een ronde stenen molen waarvan nog slechts het onderste deel rest, dat als woonhuis in gebruik is.
- Auberchicourt British Cemetery, een oorlogskerkhof uit de Eerste Wereldoorlog

## Demografie
Onderstaande figuur toont het verloop van het inwonertal (bron: INSEE-tellingen).